# Гаген Домінік Ернестович
Домінік Ернестович Гаге́н (рос. Доминик Эрнестович Гаген; нар. 1810 — пом. 1876) — російський живописець і графік.

## Біографія
Народився у 1810 році. Служив губернським секретарем. У 1837 році Петербурзькою академією мистецтв йому надано звання вчителя малювання в гімназіях, а в 1859 році — звання некласного художника за акварельну картину «Народна сцена в Малоросії» («Сліпий кобзар у Малоросії»).
Серед інших його робіт:

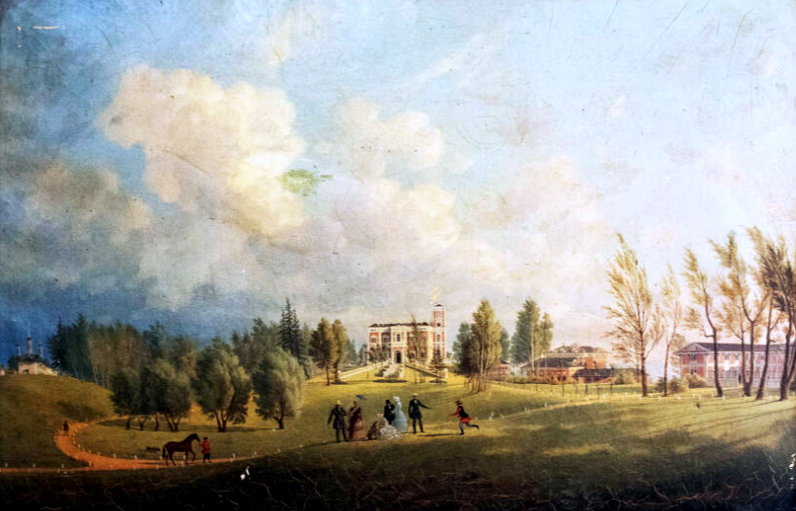
«Биково. Палац Воронцових-Дашкових».

- альбом рисунків «На Київщині» (1850-ті);
- «Биково. Палац Воронцових-Дашкових» (1853)[1];
- портрет Миколи Гоголя (1859);
- «Українці» (1860);
- «Ярмарок у Малоросії» (1860)